# Salvatore Ronald Matano
Salvatore Ronald Matano (Providence, 15 settembre 1946) è un vescovo cattolico statunitense, dal 6 novembre 2013 vescovo di Rochester.

## Biografia
Salvatore Ronald Matano è nato a Providence, nel Rhode Island, il 15 settembre 1946 da Salvatore Matano e Mary H. (nata Santaniello).

### Formazione e ministero sacerdotale
Ha frequentato la St. Ann Elementary School e poi la LaSalle Academy di Providence. Nel 1964 è entrato nel seminario "Nostra Signora di Providence" di Warwick dove ha conseguito il Bachelor of Arts in filosofia. Ha studiato teologia presso la Pontificia Università Gregoriana come alunno del Pontificio collegio americano del Nord dal 1967 al 1972.
Il 17 dicembre 1971 è stato ordinato presbitero per la diocesi di Providence nella basilica di San Pietro in Vaticano da monsignor James Aloysius Hickey, rettore del Pontificio collegio americano del Nord. Nel 1972 ha conseguito la licenza in teologia. In seguito è stato insegnante nella scuola secondaria del seminario "Nostra Signora di Providence" di Warwick dal 1972 al 1977; vicario parrocchiale della parrocchia di Nostra Signora della Grazia a Johnston dal 1972 al 1973; direttore dell'ufficio per il personale presbiterale con residenza presso il seminario "Nostra Signora di Providence" dal 1977 al 1980 e assistente cancelliere vescovile nel 1978. Nel 1980 è ritornato a Roma per studi. Nel 1983 ha ottenuto il dottorato in diritto canonico presso la Pontificia Università Gregoriana. Tornato in patria è stato vicario per l'amministrazione e co-cancelliere vescovile con residenza presso la parrocchia di Sant'Agostino a Providence dal 1983 al 1991; segretario del nunzio apostolico Agostino Cacciavillan dal 1991 al 1992; vicario generale e moderatore della curia dal 1992 al 1997; parroco della parrocchia di San Sebastiano a Providence e contemporaneamente professore presso il Providence College of the Dominican Fathers dal 1997 al 2000 e segretario del nunzio apostolico Gabriel Montalvo Higuera dal gennaio del 2000 all'aprile del 2005.
Nel 1985 è stato nominato prelato d'onore di Sua Santità e nel 1993 protonotario apostolico soprannumerario.

### Ministero episcopale
Il 3 marzo 2005 papa Giovanni Paolo II lo ha nominato vescovo coadiutore di Burlington. Ha ricevuto l'ordinazione episcopale il 19 aprile successivo nella cattedrale di San Giuseppe a Burlington dall'arcivescovo Gabriel Montalvo Higuera, nunzio apostolico negli Stati Uniti d'America, co-consacranti Sean Patrick O'Malley, arcivescovo metropolita di Boston, e Kenneth Anthony Angell, vescovo di Burlington. Il 9 novembre dello stesso anno è succeduto alla medesima sede.
Nel dicembre del 2008 ha assistito a un processo nella città di Burlington per conoscere le vicende irrisolte di abusi clericali avvenuti all'interno della diocesi negli anni settanta.
Nel novembre del 2011 ha compiuto la visita ad limina.
Il 6 novembre 2013 papa Francesco lo ha nominato vescovo di Rochester. Ha preso possesso della diocesi il 3 gennaio successivo con una cerimonia nella cattedrale del Sacro Cuore a Rochester.
Nel novembre del 2019 ha compiuto una seconda visita ad limina.
In seno alla Conferenza dei vescovi degli Stati Uniti è stato membro del comitato per la dottrina.
È anche membro del consiglio di amministrazione del seminario "San Giovanni" di Brighton.
Ha ricevuto il Premio Outstanding Young Man of America del Junior Chamber of Commerce degli Stati Uniti e nel 1978 è stato indicato come uno degli "84 volti da guardare" dalla rivista Rhode Islander magazine.

## Genealogia episcopale
La genealogia episcopale è:
- Cardinale Scipione Rebiba
- Cardinale Giulio Antonio Santori
- Cardinale Girolamo Bernerio, O.P.
- Arcivescovo Galeazzo Sanvitale
- Cardinale Ludovico Ludovisi
- Cardinale Luigi Caetani
- Cardinale Ulderico Carpegna
- Cardinale Paluzzo Paluzzi Altieri degli Albertoni
- Papa Benedetto XIII
- Papa Benedetto XIV
- Papa Clemente XIII
- Cardinale Marcantonio Colonna
- Cardinale Giacinto Sigismondo Gerdil, B.
- Cardinale Giulio Maria della Somaglia
- Cardinale Carlo Odescalchi, S.I.
- Cardinale Costantino Patrizi Naro
- Cardinale Lucido Maria Parocchi
- Papa Pio X
- Papa Benedetto XV
- Papa Pio XII
- Cardinale Eugène Tisserant
- Papa Paolo VI
- Arcivescovo Gabriel Montalvo Higuera
- Vescovo Salvatore Ronald Matano